# Senderos de traición
Senderos de Traición es el segundo álbum de estudio de la banda española Héroes del Silencio, grabado en los estudios Kirios (Madrid) bajo la producción de Phil Manzanera para Sound & Management (Zúrich).
Fue mezclado en Metropolis Studios (Londres), contando con Keith Bessey como ingeniero de sonido y mezclas.
Es considerado un disco introspectivo y muy acorde a la época, haciendo una fusión de sonidos entre el rock gótico, el pop y el hard rock. Publicaciones especializadas citan influencias como The Cult y The Mission. A pesar de que con El mar no cesa (1988) habían logrado un extraordinario debut en el panorama nacional, el grupo no se mostró muy satisfecho con el sonido, que según ellos, no reflejaba su desempeño en directo.
Fue su primer número uno en España y el primer álbum que entró en las listas de ventas en Alemania. Supuso un gran éxito tanto a nivel nacional como internacional.
En el número de  agosto de 2009, en la edición española de la revista Rolling Stone, Senderos de traición fue considerado como el segundo mejor disco de rock español.

## Lista de canciones
Todos los temas compuestos por P. Andreu/J. Cardiel/J. Valdivia/E. Bunbury, en la Edición Hispanoamericana (*) E. Bunbury firma como E. Ortíz de Landazuri.
| N.º | Canción              | Duración |
| --- | -------------------- | -------- |
| 1.  | Entre dos tierras    | 6:10     |
| 2.  | Maldito duende       | 4:15     |
| 3.  | La carta             | 3:06     |
| 4.  | Malas intenciones    | 3:47     |
| 5.  | Sal                  | 0:20     |
| 6.  | Senda                | 4:02     |
| 7.  | Hechizo              | 4:31     |
| 8.  | Oración              | 4:07     |
| 9.  | Despertar            | 2:51     |
| 10. | Decadencia           | 4:17     |
| 11. | Con nombre de guerra | 4:20     |
| 12. | El cuadro II         | 4:07     |

| N.º | Canción              | Duración |
| --- | -------------------- | -------- |
| 1.  | Entre dos tierras    | 6:08     |
| 2.  | Maldito duende       | 4:14     |
| 3.  | La carta             | 3:06     |
| 4.  | Malas intenciones    | 3:46     |
| 5.  | Sal                  | 0:11     |
| 6.  | Senda                | 3:59     |
| 7.  | Héroe de leyenda *   | 4:09     |
| 8.  | Hechizo              | 4:37     |
| 9.  | Oración              | 4:06     |
| 10. | Despertar            | 2:50     |
| 11. | Decadencia           | 4:16     |
| 12. | Con nombre de guerra | 4:15     |

## Sencillos
| N.º | Título               | Año de publicación |
| --- | -------------------- | ------------------ |
| 1.  | Entre dos tierras    | 1990               |
| 2.  | Maldito duende       | 1991               |
| 3.  | Despertar            | 1991               |
| 4.  | Con nombre de guerra | 1991               |

## Videoclips
| N.º | Título               | Año de publicación | Descripción |
| --- | -------------------- | ------------------ | --- |
| 1.  | Entre Dos Tierras    | 1990               | Lugar de grabación: Londres. Detalles: Es un videoclip en tono sepia en el que se muestra a la banda interpretando la canción y, en otras tomas, a una pareja en situaciones violentas. Dirección: Alberto Sciamma, Realización: Palace Film Co./Clinical Group, ISRC: ES-108 90 0005-0                        |
| 2.  | Maldito Duende       | 1991               | Lugar de grabación: Londres. Detalles: Es un videoclip que consiste básicamente en imágenes del grupo vistas a través de la silueta transparente del cantante Enrique Bunbury mezcladas en tonos psicodélicos. Dirección: Alberto Sciamma, Realización: Palace Film Co./Clinical Group, ISRC: ES-108 90 0006-0 |
| 3.  | Con Nombre de Guerra | 1991               | Lugar de grabación: Londres. Dirección: Alberto Sciamma, Realización: Palace Film Co., ISRC: ES-108 91 0002-0 |

## Créditos[6]

### Músicos
- Enrique Bunbury - Voz, guitarra acústica.
- Joaquín Cardiel - Bajo eléctrico, coros.
- Pedro Andreu - Batería.
- Juan Valdivia - Guitarra.

### Producción
- Phil Manzanera - Producción y realización.
- Keith Bessey - Ingeniería de sonido y mezclado.
- Mezclado en Metropolis Studios (Londres).
- 10/diez management - Producción ejecutiva.
- Javier Clos - Fotografía.
- Estudio Pedro Delgado - Diseño.